# Ресилово
 Тази статия е за селото в България.  За селото в Гърция вижте Ресилово (дем Просечен).  
Ресилово е село в Западна България. То се намира в община Сапарева баня, област Кюстендил.

## География
Село Ресилово се намира в полите на Рила. В близост е до село Овчарци (община Сапарева баня) и село Самораново (община Дупница).
Ресилово е първото село от община Сапарева баня, което ще ви посрещне, ако идвате от Дупница. Ресилово е известно с манастира „Покров на Пресвета Богородица“ – един от малкото действащи женски манастири в България. Красивата сграда е сгушена в гората точно над селото. Манастирът е отворен постоянно за посетители, а всяка неделя сутрин се служи в черквата. Ако се намирате в областта през есента, добре е да знаете, че храмовият празник на манастира е 1 октомври. Предлагат се ястия и напитки, а след това се организира вечер с много хора и други.

## История
В Известия на Народната библиотека на Софийския държавен университет от 01.07.1961 г., стр. 463, с. Ресилово се споменава в турските документи с имената: Силурли, Рислидж, Рилиц (Рислец). Смята се, че името на селището идва от реса (класче от еднополови цветове на орех).
По най-стария път в подножието на планината, който свързва древна Германия с град Стоби, през средните векове е имало много орехови дървета, които при цъфтеж покривали пътя като с килим.
За древната история на Ресилово говорят и много археологически паметници. Проучванията на БАН говорят, че първите заселници тук са траките. Ако наименованието е тракийско, то вероятно ще има друго значение. А за това, че тук виреят отлично и сега орехови дървета, никой не спори.
През дългото османско владичество и тук, както в Сапарева баня, отсяда мюсюлманско население.

## Население
Численост и дял на етническите групи според преброяването на населението през 2011 г.:
|                     | Численост | Дял (в %) |
| Общо                | 1713      | 100,00    |
| Българи             | 1272      | 74,25     |
| Турци               | 0         | 0,00      |
| Цигани              | 0         | 0,00      |
| Други               | 0         | 0,00      |
| Не се самоопределят | 0         | 0,00      |
| Неотговорили        | 29        | 1,69      |

## Религия

### Манастир „Покров на Пресвета Богородица“
Манастирът „Покров на Пресвета Богородица“ се намира на изключително живописно и красиво място. Закътан е в полите на величествената Рила, над село Ресилово – близо да Дупница и Сапарева баня.
Историята на светата обител започва от началото на 20 век, когато тук се заселва подвижницата Елена от Варна, известна със строгия си отшелнически живот. Към нея се присъединили 6 послушнички. Живели в малка постройка с две стаички при склона на планината, която вече не съществува – запазени са само основите.
Изграждането на храма „Покров на Пресвета Богородица“ започва през 1932 г. Мястото на строежа било показано от самата Пресвета Богородица.
Когато се събирали средства за новия храм, жената на кмета на село Ресилово по това време Йорданка Гладникова казвала, че е излишен труд да се строи черква извън селото и недоволствала от това начинание. Една вечер тя вижда насън, че на мястото на строежа на бъдещия храм има храст и в клоните му свети запалено кандило. До храста стояла Жена в бели дрехи. Тя се обърнала към Йорданка и казала, че самата Тя – Небесната Царица е избрала къде да бъде мястото на новия храм, посветен на всечестния покров. След този чудесен сън Йорданка сама започва да помага за градежа на храма.
Сестрите от манастира събирали средства и помощи за строежа от хората в селищата в Софийския, Пернишкия и Кюстендилския край. Доброволни пожертвования давали боголюбиви хора не само от Дупнишката духовна околия, но и от Русе, София, Казанлък, Самоков.
Значителна сума дарил и Негово величество Цар Борис III. С Божието благословение и съвместни човешки усилия храмът е завършен и на 21 септември 1940 г. тържествено е осветен от Негово Преосвещенство Знеполският епископ Флавиан. Преди това през 1939 г. Той постригва в монашески равноангелски образ три от послучничките Пелагия, която става игумения, Клавдия и Серафима, а по-късно към тях се присъединява и монахинята Ксения, пожертвала много лични средства за съграждането на светата обител.
През 1994 г. в манастира започва ново строителство, ремонт и реконструкция на съществуващите сгради. Съградени два нови параклиса „Св. Дух“ и „Св. Архангел Михаил“.
Манастирът „Покров на Пресвета Богородица“ край село Ресилово с новия си вид внушава смисъла си на величествена духовна крепост. Светини за манастира са изложените за поклонение частици от мощите на св. Екатерина, св. Пантелеймон, св. Варвара, св. Харалампий и св. Ксения.
Донесените от Зографския манастир икони на Божията майка, които се пазят в манастира, и до днес с Божията благодат извършват чудеса за пристъпващите с вяра към тях.
- Манастирът „Покров на пресвета Богородица“

### Църква „Св. Никола Летни“
Изградена е през 1806 г. на мястото на по-стар християнски храм. В двора на черквата се намират археологически материали, сред които база на каменна колона и фрагмент от колона, които подсказват, че на това място или в съседство е имало древен храм или светилище. Запазено е предание, че църквата е била посещавана от Апостола на българското националноосвободително движение Васил Левски. Всяка година на 9 май, когато е храмовият празник, тук става голям общоселски събор, на който идват и много гости от околността.
- Църквата „Св. Никола Летни“

## Редовни събития
- Храмов празник на манастира „Покров на Пресвета Богородица“ и събор 1 октомври.
- Храмов празник на църквата „Св. Никола Летни“ и събор 9 май.

## Личности
- Развигор Попов – естраден композитор
- Цветан Соколов – волейболист
- Клара Маринова – журналист и депутат в XXXVI и XXXVII народно събрание
- Елена Божкова – народна певица, солистка на „Мистерия на българските гласове“
- Коста Петров – български политик от БРСДП (т.с.), а по-късно от БКП. Кмет на Дупница в периода 1920 – 1923 г.